# Arizona State Militia
La sedicente Arizona State Militia (lett. "Milizia dello Stato dell'Arizona"; in acronimo ASM) è un gruppo paramilitare privato statunitense con sede centrale in Arizona, de jure registrato come organizzazione senza scopo di lucro (501-C3). A detta del Southern Poverty Law Center (SPLC) la ASM è un gruppo antigovernativo facente parte del movimento della milizia.

## Struttura organizzativa
I due individui che gestiscono l'organizzazione sono conosciuti con gli pseudonimi di "Colonnello Reaper" e "Colonnello Kratos". La ASM sostiene di aver reclutato con successo vari veterani dell'esercito e di adempiere controlli sulla fedina penale dei suoi collaboratori. Tuttavia, il SPLC fa notare che in un'organizzazione simile – il Minuteman Project – il controllo dei precedenti era profondamente difettoso e i loro ranghi erano pieni di persone con precedenti penali.

## Codice di condotta
L'ASM ha un codice di condotta e un giuramento per i suoi membri che include il divieto di "attività illegali" e di "razzismo o discriminazione basata su razza, sesso o etnia". Oltre che un rifiuto apparente dell'estremismo antigovernativo e la promozione di sforzi di collaborazione con le autorità locali. Il codice recita anche elementi del credo degli Oath Keepers, come i "dieci ordini che non obbediremo".

## Attività politica

### Partecipazione a manifestazioni
L'ASM ha tentato di stabilire la propria reputazione comunitaria a maggio, partecipando a un progetto di costruzione di case con Habitat for Humanity of Central Arizona, pubblicando foto e testi sul proprio blog.  La milizia è anche apparsa a una manifestazione anti-immigrati tenutasi a Oracle, AZ sulla Mt. Lemmon Highway. Nessuno dei miliziani coinvolti ha rilasciato dichiarazioni, ma sono stati descritti come coloro che fornivano "sicurezza" a politici e personaggi pubblici che si sono presentati alla manifestazione.
Un partecipante dello stallo di Bundy conosciuto come "Micah", ha offerto un indirizzo e-mail della Arizona State Militia come mezzo di contatto. Micah ha offerto la sua assistenza in un altro scontro tra i ranchers del Texas e la Bureau of Land Management (BLM). Il miliziano ha dichiarato su Facebook: "Sono appena tornato dal Bundy Ranch in Nevada dove la battaglia, almeno per quel giorno, è stata una grande vittoria". Altri membri in uniforme della Arizona State Militia, conosciuti come la "Praetorian Guard", hanno fatto da scorta a Cliven Bundy durante lo stallo.
Il Center for Media and Democracy (CMD) riferisce che nel 2020, la senatrice repubblicana Kelly Townsend si sia associata alla Arizona State Militia.

## Documentari
La PBS ha dedicato un breve documentario sull'attività delle milizie in Arizona. Il documentario include riprese dell'Arizona Border Recon, durante l'attività di pattugliamento del confine tra l'Arizona e il Messico e i membri dell'Arizona State Militia che si esercitano al tiro a segno in un campo di addestramento.